# Constitution de la Croatie
Lire en ligne

Consulter

La Constitution de la Croatie (en croate : Ustav Republike Hrvatske) fut adoptée le 22 décembre 1990.
Après les premières élections législatives multipartites d'avril 1990, le Parlement vota plusieurs changements constitutionnels à la Constitution de la République socialiste de Croatie, qui était la Constitution de l'entité fédérée croate au sein de la Yougoslavie. Le 22 décembre 1990, ils rejetèrent le système du parti unique et établirent une Constitution libérale et démocratique pour la Croatie.

## Sources
- (en) Cet article est partiellement ou en totalité issu de l’article de Wikipédia en anglais intitulé « Constitution of Croatia » (voir la liste des auteurs).

## Compléments